# Yadgir
Yadgir, également connue sous les noms de Yadagiri et Yetagiri, est une ville située dans l'État du Karnataka, en Inde. Elle est le chef lieu administratif du district de Yadgir et du taluka de Yadgir.

## Géographie
La ville s'étend sur une superficie d'environ 5,6 km2, elle est traversée par la rivière Bhima.

## Lieux et monuments
Abritant plusieurs monuments historiques, elle est également dotée d'un fort situé au sommet d'une colline et entouré de trois cercles de fortifications. On y recense trois temples anciens, des mosquées médiévales ainsi que des réservoirs et puits au sommet de la colline.